# Stictoptera pseudosubobliqua
Stictoptera pseudosubobliqua là một loài bướm đêm trong họ Noctuidae.